# 培風館
株式会社培風館（ばいふうかん）は、理学・工学・心理学などの大学向け教科書を中心とした出版社。

## 概要
創業者は山本慶治（1881-1963）。山本は兵庫県の豪農の家に生まれ、1908年東京高等師範学校英語科卒、1910年同教育研究科修了、奈良女子高等師範学校講師。岡本米蔵の紐育土地会社に勤務、その出版部門常務となり、1938年培風館として独立。当初は東京高等師範学校や旧制高校の教科書を刊行していた。1962年その長男の山本俊一（1910-2008、東大工学部卒）が社長となり、67年次男の山本健二（1912-93）が継ぐ。健二の死後その子の山本格が社長となる。
かつては高校数学向けに「理系のための数学I」「理系のための基礎解析」などを出版し、受験産業向けにも意欲的であった。1994年以後は、完全になくなっているわけではないが、その規模を大きく縮小した。